# Manfred Müller
Manfred Müller (Essen, 28 luglio 1947) è un ex calciatore tedesco, di ruolo portiere.

## Biografia
Durante la sua carriera veste i colori del SW Essen e Wuppertaler, giocando due volte la Coppa UEFA 1973-1974, per poi firmare nel 1979 col Norimberga. A 32 anni, si accorda col Bayern Monaco, impiegato nel ruolo di portiere di riserva: in cinque anni gioca una sessantina di partite, tra cui altre 14 presenze nelle competizioni UEFA per club, vincendo due campionati (1980 e 1981) e due DFB-Pokal (1982 e 1984).
Nel 1983 milita nei canadesi del Calgary Mustangs, impegnati nel campionato CPSL, raggiungendo le semifinali del torneo.

## Palmarès
- Campionato tedesco: 2

Bayern Monaco: 1979-1980, 1980-1981
- Coppa di Germania: 2

Bayern Monaco: 1981-1982, 1983-1984